# Bangladesh självständighetsdag
Bangladesh självständighetsdag är en nationell helgdag i Bangladesh, som firas den 26 mars till minne av dagen då Bangladesh 1971 utropade sig som självständigt från Pakistan. Den dagen minns man de stupade i Bangladeshs befrielsekrig, som varade fram till december samma år.

### Fotnoter
1. ↑  ”Independence Day of Bangladesh-26 March, 1971 | Best Travel Site”. Xplore4life.com. Arkiverad från originalet den 9 februari 2013. https://archive.is/20130209202854/http://xplore4life.com/independence-day-of-bangladesh-26th-march-1971/1. Läst 29 oktober 2011.